# 대한민국 민법 제713조
대한민국 민법 제713조는 조합원의 업무, 재산상태검사권에 대한 대한민국 민법 채권법 조합에 대한 조문이다. 법률 제17905호로 2011년 3월 7일에 전문개정되었고 2021년 1월 26일에 일부개정되어 시행되었다.

## 조문
제713조(무자력조합원의 채무와 타조합원의 변제책임) 조합원 중에 변제할 자력없는 자가 있는 때에는 그 변제할 수 없는 부분은 다른 조합원이 균분하여 변제할 책임이 있다.

第713條(無資力組合員의 債務와 他組合員의 辨濟責任) 組合員 中에 辨濟할 資力없는 者가 있는 때에는 그 辨濟할 수 없는 部分은 다른 組合員이 均分하여 辨濟할 責任이 있다.

## 판례
- 갑과 을이 공장을 동업하기로 하고서 갑은 출자금을 지급하고 을은 공장의 임대보증금과 시설 등을 책임지며 그 사업은 을 명의로 하여 그의 책임하에 공장을 경영하고 이익금은 공장내에 유보하며 을은 갑과 합의한 급여를 매월 받기로 하는 내용의 동업계약을 체결하여 을이 그 명의로 사업자등록을 하고 그의 책임하에 그의 명의로 위 공장을 경영하여 왔다면, 이는 내부관계에 있어서는 민법상의 일종의 조합이라고 할 수 있을 것이나, 대외적으로는 조합원들의 합유인 조합재산이 없고 을이 대외적인 법률행위를 함에 있어서는 조합원인 갑을 대리할 필요없이 자기명의로 단독으로 하고 이를 위한 권리의무가 을에게 귀속되는 점에서 민법상의 통상의 조합과 구별되는 일종의 특수한 조합이라 할 것이고, 이러한 특수한 조합에 있어서는 대외적으로는 오로지 영업을 경영하는 을만이 권리를 취득하고 채무를 부담하는 것이어서 민법 제711조 내지 제713조가 적용될 여지가 없다.[1]

## 같이 보기
- 조합